# Jimmy Stewart
Jimmy Stewart (n. 6 martie 1931, Milton⁠(d), West Dunbartonshire, Scoția, Regatul Unit – d. 3 ianuarie 2008, Helensburgh, Scoția, Regatul Unit) a fost un pilot de Formula 1. De-a lungul carierei a luat startul în 1 cursă, niciuna din pole-position. Nu a câștigat nicio cursă și nu a terminat niciodată pe podium, acumulând 0 puncte în întreaga activitate ca pilot de Formula 1.